# Clathrotropis glaucophylla
Clathrotropis glaucophylla är en ärtväxtart som beskrevs av John Macqueen Cowan. Clathrotropis glaucophylla ingår i släktet Clathrotropis och familjen ärtväxter. IUCN kategoriserar arten globalt som livskraftig. Inga underarter finns listade i Catalogue of Life.